# Conrad von Mandach
Conrad von Mandach (* 15. Mai 1870 in Schaffhausen; † 23. Mai 1951 in Habstetten) war ein Schweizer Kunsthistoriker.

## Leben
Conrad von Mandach, Sohn des Kaufmanns Johann Conrad von Mandach und seiner Frau Julie Madeleine von Mandach, geborene von Wattenwyl, studierte in Basel, Rom und Paris Kunstgeschichte. 1899 wurde er in Paris promoviert und wirkte 1903 bis 1906 als Privatdozent an der Universität Genf. Darauf ging er als Privatgelehrter nach Paris und lehrte dann dort an der Sorbonne.
1919 wurde Conrad von Mandach Mitarbeiter des Kunstmuseums Bern und war dort von 1920 bis 1943 als Konservator tätig. In dieser Funktion ordnete er die Sammlung neu und bemühte sich um deren Ausbau. 1919 wurde er an der Universität Bern habilitiert und lehrte dort bis 1940, zunächst als Privatdozent, ab 1936 als Honorarprofessor. 1927 bis 1931 war er Mitglied der Eidgenössischen Kunstkommission und 1929 bis 1930 Mitglied sowie 1931 bis 1948 Präsident der Eidgenössischen Kommission der Gottfried-Keller-Stiftung.
Von Mandachs Spezialgebiet war die Kunstgeschichte der Schweiz, insbesondere die Malerei; er verfasste für das Allgemeine Lexikon der Bildenden Künstler von der Antike bis zur Gegenwart Einträge zu Schweizer Künstlern.
Er heiratete 1906 die Schriftstellerin Marie Laure von Wattenwyl (1884–1964). André von Mandach (1918–1998), der Sohn des Paares, wurde Romanist.

## Veröffentlichungen (Auswahl)
- Saint Antoine de Padoue et l’art italien. Étude iconographique. Librairie Renouard, H. Laurens, Paris 1898.
- Ausstellung alter Berner Meister aus der Sammlung Dr. Engelmann. Kunstmuseum Bern, Bern 1920.
- Ausstellung S. Freudenberger. Berner Kunstmuseum. Kunstmuseum Bern, Bern 1923.
- Ausstellung Karl Stauffer-Bern im Berner Kunstmuseum. Kunstmuseum Bern, Bern 1925.
- Albert Anker, 1831–1910. Berner Kunstmuseum. Berner Kunstverein, Bern 1931.
- Niklaus Manuel Deutsch. Die Antoniustafel im Kunstmuseum Bern. Kunstmuseum Bern, Bern 1935.
- Führer durch das Béatrice-von-Wattenwyl-Haus an der Junkerngasse 59 in Bern. Direktion der eidgenössischen Bauten, Bern 1935.
- Schweizerland vor hundert Jahren. Gabriel Vater und Sohn. Iris-Verlag, Bern 1936.
- Ferdinand-Hodler-Gedächtnisausstellung. Kunstmuseum Bern. Kunstmuseum Bern, Bern, 1938.
- Cuno Amiet. Vollständiges Verzeichnis der Druckgraphik des Künstlers. Schweizer Graphische Gesellschaft, Thun 1939.
- Sammlung Oskar Reinhart Winterthur. Kunstmuseum Bern, Bern 1940.
- 450 Jahre Bernische Kunst. Kunstmuseum Bern, Bern 1941.